# Замок Балліпортрі
Замок Балліпортрі (англ. Ballyportry Castle) — один із замків Ірландії, розташований в графстві Клер. Побудований в XV столітті. Є зразком замків баштового типу, що були збудовані ірландськими кланами в ірландському стилі. Нині він відреставрований і доступний для публіки, є дуже популярним серед туристів.
Замок розташований на скельному виступі. Архітектурна пам'ятка зберіглася майже неушкодженою упродовж багатьох століть нескінченних війн в Ірландії, передаючи й нині атмосферу життя ірландської аристократії часів пізнього Середньовіччя. Замок Балліпортрі є пам'яткою історії та архітектури національного значення. Він був населеним протягом 200 років. Відреставрований в ХХ столітті — в 1960—1983 роках Робертом Оуеном Брауном. Нинішні власники — архітектор та археолог, що займаються питаннями збереження історичної спадщини Ірландії. Станом на сьогодення лишається приватною резиденцією.
Замок являє собою велику прямокутну вежу на п'ять поверхів. Вхід захищений навісною стрільницею. Оточений невеликою стіною з двома кутовими круглими вежами. Замок використовується як готель для любителів старовини та охочих пожити в атмосфері середньовіччя, життям вождів ірландських кланів того часу. В замку є 6 спальних кімнат, які здаються в оренду. Збереглися старовинні каміни, працює кухня, що для гостей готує традиційні ірландські страви за давніми технологіями. Меблі відтворені такими, якими вони були в XV столітті. Навіть білизна на ліжках використовується тільки ткана з льону, аби цілком передати дух тієї епохи. Збереглися кам'яні гвинтові сходи, що сполучають поверхи. У давні часи землями навколо замку та самим замком Балліпортрі володіли ірландські клани О'Браєн та О'Логлін. Навколо замку зберігся мальовничий пейзаж та давні ландшафти, майже не порушені сучасною цивілізацією.